# Hans-Joachim Timpe
Hans-Joachim Timpe (* 21. September 1939 in Halle/Saale) ist ein deutscher Chemiker auf dem Gebiet der Photochemie und Photopolymerisation und ehemaliger Hochschullehrer.

## Leben
Timpe wurde als erstes von zwei Kindern als Sohn eines Lehrers geboren; zum Zeitpunkt der Geburt leistete sein Vater Militärdienst. Von 1945 bis 1953 besuchte Timpe drei verschiedene Schulen in kleinen Dörfern und anschließend die Erweiterte Oberschule in der DDR. Im letzten Jahr bereitete er sich auf sein Universitätsstudium in der Sowjetunion (Russland) vor und schloss sein Abitur ab. Aus gesundheitlichen Gründen entschied er sich  ab 1957 für ein Studium der Chemie an der Technischen Universität Dresden (TU Dresden) und schloss 1962 in organischer Chemie als Diplom-Chemiker ab. Danach folgte er Heinz G. O. Becker von der TU Dresden an die Technische Hochschule Leuna-Merseburg (THLM), an der er 1966 in organischer Chemie zum Dr. rer. nat. promovierte.
Timpe begann seine akademische Laufbahn als wissenschaftlicher Assistent an der THLM, war dort weiter als wissenschaftlicher Oberassistent tätig, wurde 1973 nach seiner Habilitation (1972; Dr. habil.) zum Dozenten am Institut für Organische Chemie der THLM und schließlich 1980 zum ordentlichen Professor für Organische Chemie ernannt, die er bis 1991 innehatte. Einige seiner Studien und Veröffentlichungen entstanden in Zusammenarbeit mit internationalen Partnern wie dem Prager Institut für Chemische Technologie, der Slowakischen Hochschule für Technologie, der Staatlichen Öltechnologie Ufa, der Universität Breslau und der Université de Haut-Alsace.
Timpe verbrachte 1973/74 ein 10-monatiges Postgraduiertenstudium am Leningrad Institute of Technology (heute St. Petersburg Institute of Technology) in der Gruppe von Andrej V. El'tsov sowie 1983 drei Monate an der Columbia University New York in der Gruppe von Nicolas J. Turro.
An der THLM hielt Timpe Vorlesungen in Organischer Chemie und Patentwesen.  Vier Jahre lang war er Direktor der Sektion Chemie, der damals größten Chemiesektion in der DDR und von 1986 bis 1990 Direktor des Instituts für Photochemie dieser Sektion.
Timpe ist Hauptautor von mehr als 400 Veröffentlichungen und 260 Vorträgen. Darüber hinaus veröffentlichte er mehrere Übersichtsartikel in den Monographien „Heterocyclische Chemie“, „Topics in Current Chemistry“, „Radiation Curing in Polymer Science and Technology“, „Functional Polymers“ und „Photochemische Reaktionen“ (auf Russisch). Timpe war der Haupterfinder von etwa 25 Patenten in der DDR in Zusammenarbeit mit der dortigen Industrie.
Nach der Wende musste Timpe wie andere Professoren in der DDR die Hochschule verlassen. Im September 1991 beendete er seine akademische Laufbahn und wechselte in die Industrie. Er trat der Forschungs- und Entwicklungsabteilung (F&E) als Leiter des Zentrallabors der Firma Polychrome (später Kodak) in Osterode bei. Gemeinsam mit seinem Team entwickelte er Negativlithografie-Druckplatten. Eine davon kann durch Laser im nahen Infrarotbereich (NIR) polymerisiert werden. Zwei davon wurden weltweit hergestellt und verwendet. Während seiner industriellen Karriere wurde Timpe Erfinder und Miterfinder von mehr als 35 deutschen und internationalen Patenten.
Im Jahr 2005 ging Timpe in den Ruhestand.

## Auszeichnungen
- Carl-Schorlemmer-Preis der THLM 1967 und 1972
- Friedrich-Wöhler-Preis für Organische Chemie 1975[10]
- Medaille des Slowakische Technische Universität Bratislava

## Schriften (Auswahl)
- 4-Amino-1.2.4-Triazol – ein Analogon des Chloramins. Kinetik und Reaktionsmechanismus der Nitrileliminierung aus den Azomethinen des 4-Amino-1.2.4-Triazols (= Dissertation). Technische Hochschule Merseburg, Fakultät für Stoffwirtschaft, Merseburg 1966.
- Beiträge zur Chemie der isoelektronischen 4-Imino-s-triazolium-Ylide und s-Triazol-4-N-oxide (= Dissertation B). Technische Hochschule für Chemie Leuna-Merseburg, Merseburg 1972, DNB 770745156.
- Photoinduzierte Polymerbildungsprozesse. De Gruyter, Berlin/München/Boston 1987, ISBN 978-3-11-255154-7, doi:10.1515/9783112551547 (Erstausgabe: Akademie-Verlag, Berlin).
- mit Harald Baumann: Photopolymere. Prinzipien und Anwendungen. 1. Auflage. VEB Deutscher Verlag für Grundstoffindustrie, Leipzig 1988, ISBN 978-3-342-00215-4.
- mit  Karl-Heinz Thiele, Klaus Jacob, Herbert Lettau, Hans-Joachim Lunk, Hasso Meinert et al.: Reaktionsverhalten und Syntheseprinzipien (= Lehrwerk Chemie. Nr. 7). 4., unveränd.  Auflage. Dt. Verl. für Grundstoffindustrie, Leipzig 1989, ISBN 978-3-342-00387-8.
- mit Bernd Strehmel: Lichtinduzierte polymer- und polymerisationsreaktionen, 44. Zur kinetik der radikalischen photopolymerisation mehrfunktioneller acrylate in polymeren bindemitteln. In: Die Makromolekulare Chemie. Band 192, Nr. 4, 1991, ISSN 0025-116X, S. 779–791, doi:10.1002/macp.1991.021920404.
- mit  H.G.O. Becker, H. Böttcher, F. Dietz,  D. Rehorek, G. Roewer, K. Schiller: Einführung in die Photochemie. mit 43 Tabellen. Hrsg.: Heinz G. O. Becker. 3., bearb.  Auflage. Deutscher Verlag der Wissenschaften, Berlin 1991, ISBN 978-3-326-00604-8.